# Stará Huť (Petrovice II)
Stará Huť (německy Althütten) je malá vesnice, část obce Petrovice II v okrese Kutná Hora. Nachází se asi 2,5 km na severovýchod od Petrovic. Je zde evidováno 19 adres. Trvale zde žije 20 obyvatel.
Stará Huť leží v katastrálním území Staré Nespeřice o výměře 7,28 km2.

## Skelná huť
Název Stará huť získala obec od skelné hutě založené před rokem 1680 za barona Freislebena jako součást čestínského statku. Majitel panství byl v roce 1680 zavražděn vzbouřenými sedláky a provoz huti byl na nějaký čas přerušen.
V roce 1686 se zde stal skelmistrem Kaufmann, který však jedné březnové noci v roce 1690 uprchl i s tovaryši, veškerým zařízením a dobytkem do nově založené sklárny v Božejově. Majitelka panství sice požadovala od uprchlého skelmistra plnou náhradu z porušené smlouvy a z ušlého zisku, ale odsouzen byl pouze k úhradě odvezeného inventáře a k omluvě.
V roce 1694 je uváděn ve zručské matrice jako skelmistr Tobiáš Adler. V huti u Nespeřic zaměstnával převážně bratry a později i syny. Huť vzkvétala a Tobiáš ji provozoval až do roku 1721, kdy odešel se synem Tobiášem do sklárny v Rožmitálu pod Třemšínem. Starou Huť u Nespeřic převzal po otci Jan Bedřich Adler, který se téhož roku oženil s Evou Terezii Gattermayerovou.
Huť byla zrušena v roce 1731 údajně pro nedostatek dřeva. Jan Bedřich založil blíže ke Kácovu pod obcí Kněž huť Marienthal. Zde ukončil provoz roku 1744, kdy koupil statek Rušínov a Modletín a založil zde další sklárnu. Sklárna ve Staré Huti byla obnovena v letech 1810–1830, kdy zde byl skelmistrem svobodník Jan Štrobl.

## Pamětihodnosti
- Usedlost čp. 11